# Trachymene celebica
Trachymene celebica är en flockblommig växtart som beskrevs av William Botting Hemsley. Trachymene celebica ingår i släktet Trachymene och familjen flockblommiga växter. Inga underarter finns listade i Catalogue of Life.